# Hjordkær
 Ikke at forveksle med Hjortekær.
Hjordkær (tysk: Jordkirch) er en mellemstor landsby i Sønderjylland, med 1.612 indbyggere  (2025). Hjordkær ligger nær den Sønderjyske Motorvej, 9 km vest for Aabenraa, 7 km syd for Rødekro og 7 km nord for Bolderslev.
Byens hovedgade er Kirkegade, den går midt igennem byen og starter i nord ved Hjordkær kirke og fortsætter ca. 1,2 km sydpå, ved den ligger også dagligvareforretning, skole og børnehave, samt andre forretninger og servicevirksomheder. Særligt på hovedgaden og nogle af de tilstødende gader er opsat flere hastighedsdæmpende chikaner, ved skolen og børnehaven er der desuden hævet vejbane med rød belægning og ekstra gadebelysning med særlige grønne lysmaster. Mellem de forskellige kvarterer i byområdet er der et omfattende stisystem. Bebyggelsen består mest af parcelhuse og andelsboliger. Terrænet omkring byen er fladt og består af landbrugsarealer opdelt af læhegn.
Hjordkær Kirke blev opført mellem 1520 og 1522, ligger i Hjordkær Sogn, som hører under Aabenraa Provsti og Haderslev Stift. Den ældste kirkebog i Danmark stammer fra Hjordkjær Kirke. Den 1. januar 2025 var der 1948 indbyggere i Hjordkær sogn heraf var 1598 medlemmer af folkekirken

## Historie
Siden kommunalreformen i 2007 hører byen ind under Aabenraa Kommune og Region Syddanmark.

### Hjordkær Andelsmejeri
Mejeriet blev oprettet 1894, på adressen Åbenråvej 14, i 1913 blev der opført et nyt stuehus og i 1954-55 skete der en større ombygning, ved sammenlægning af flere mindre mejerier i omegnen, blev Hjordkær Andelsmejeri nedlagt først i 1960'erne.

### Jernbanen
Vamdrup-Padborg-banen, delstrækningen (Skovkro)-Padborg-Vojens blev åbnet 1. oktober 1864, i 1970 blev Hjordkær station nedsat til trinbræt og kort derefter i 1972 blev stationen nedlagt. Overordnet er banestrækningen fortsat af væsentlig betydning og ret trafikeret. Overskæringerne ved de krydsende veje er lukket og der er opsat støjskærme hvor banen går gennem bebygget område. Jernbanen deler byen i to dele, på vestsiden ligger byens handelscentrum og de største beboelsesområder, på østsiden ligger industriområdet og mindre beboelsesområder. De to byområder er kun forbundet af en lav viadukt under jernbanen med en frihøjde på 2,3 meter, hvilket tvinger større køretøjer ud på hovedvejene omkring byen.

### Hjordkær
Landsbyen Hjordkær nævnes for første gang i 1196.

## Erhverv
Byens største arbejdsplads og industrivirksomhed er DS SM Industries A/S (tidligere kendt som Søndejyllands Maskinfabrik), som fremstiller vindmølletårne og andre dele til sværindustrien.

## Foreningsliv
Hjordkær hjemsted for mange foreninger, som spænder vidt både med hensyn til alder og interesser. Der er også mange gode fælles faciliteter, idrætsplads, sportshall og forsamlingshus m.m. Eksempel på forening: Hjordkær Ungdoms- og Idrætsforening grundlagt i 1919.

## Attraktioner
Vejviserstenen er en tilhugget granitsten, som fra gammel tid har vist vej og står nu ved rundkørslen hvor Sekundærrute 443 mellem Aabenraa og Tønder krydser Hærvejen.
Hærvejen går øst om byen hvor den formodentligt følger vandskellet langs den jyske højderyg hvor, den kan føres op til ca. 4000 år tilbage i tiden.
Hjulgraven er fra slutningen af stenalderen og begyndelsen af bronzealderen og er ca. 4000 år gammel. I 2011 blev hjulgraven flyttet ca. 300 meter mod syd. Aabenraa kommune har opsat informationstavler, omhandlende Hjulgraven og Hjordkærs historie m.m. Flytningen er sket i samarbejde med Arkæologi Haderslev og finansieret af DS SM A/S.
- Jernbaneviadukten på Egholmvej
- Indre Missions genbrugsbutik
- Hjordkær Hjulgrav
- Den historiske vejvisersten